# Culan
Culan is een gemeente in het Franse departement Cher (regio Centre-Val de Loire) en telt 829 inwoners (2005). De plaats maakt deel uit van het arrondissement Saint-Amand-Montrond.

## Geografie
De oppervlakte van Culan bedraagt 20,3 km², de bevolkingsdichtheid is 40,8 inwoners per km².
Culan is een klein stadje van 850 inwoners in het zuiden van het departement Cher, in een enigszins heuvelachtige streek. Het ligt 30 kilometer van Montluçon (Allier) af en op 63 kilometer van Châteauroux (Indres). Het bevindt zich ten noorden van het Centraal Massief, in de provincie Berry. Het is vooral bekend vanwege het middeleeuwse fort, dat dateert uit de 12e tot de 15e eeuw.
Het heeft een landklimaat, dat wordt gematigd door de invloed van de oceaan. Het gebied van de gemeente Culan wordt doorstroomd door de rivier de Arnon, die uitkomt in de Cher, die, op zijn beurt , weer in de Loire stroomt.
Er zijn: een stuwmeer van zo’n 10 hectare (zwemmen verboden, vissen toegestaan), een gemeentecamping, een VVV, een ontvangstpunt voor campers, alle mogelijke winkels en medische voorzieningen. Op een tiental kilometers afstand maakt het opgestuwde water van Sidiailles zwemmen en watersporten mogelijk op een schilderachtige en tevens beschermde plek (geen motorboten).

## Monumenten

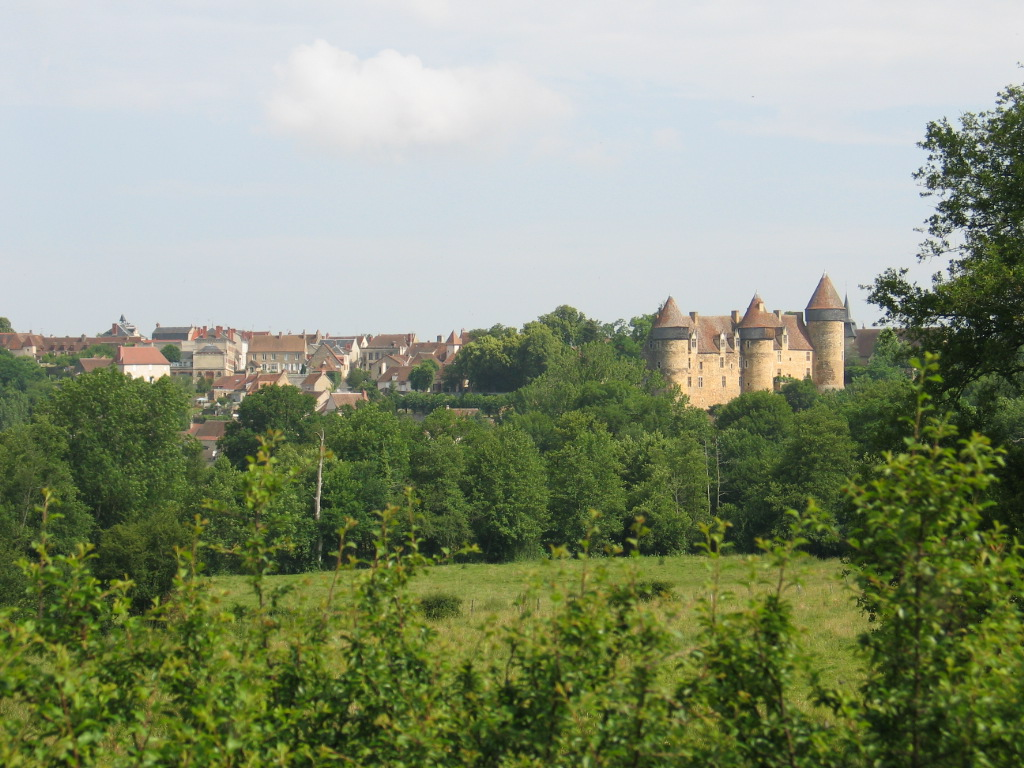
Het kasteel en het dorpje Culan
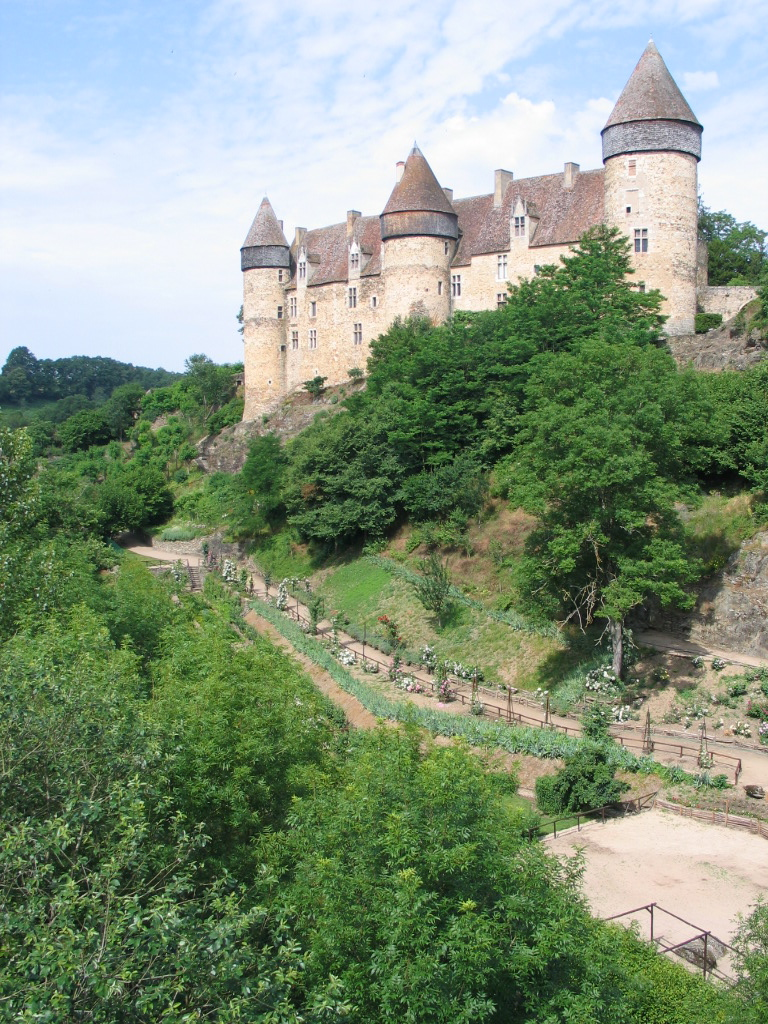
Het kasteel van Culan

Het kasteel van Culan, een middeleeuws fort, is de trots van het stadje. Gebouwd op een vooruitspringende rots, uitkijkend over de rivier Arnon (beschermd landschap), werd het belegerd en verwoest door Filips II (circa 1188), die toen oorlog voerde tegen Hendrik II, koning van Engeland. Het huidige kasteel stamt uit de 15e eeuw, met toevoegingen uit de Renaissance. Het heeft met name toebehoord aan de admiraal de Culant (1360 – 1444), aan Sully (1599 – 1621) en daarna aan de prins van Condé. Gedurende de Franse Revolutie, werd de grond van het kasteel verdeeld onder een paar families en het slot werd verkocht als staatsbezit.
Er hebben diverse beroemde gasten gelogeerd: Jeanne d'Arc, Lodewijk XI, Maximilien de Béthune (bekend als Hertog van Sully), Madame de Sévigné, de romanschrijfster George Sand en de componist Chopin.
Het kasteel van Culan geheel gerestaureerd. Van Pasen tot Allerheiligen kan het alle dagen worden bezocht. Dichtbij zijn er, in hellende straatjes, enkele mooie middeleeuwse huizen en de parochiekerk Notre-Dame, gewijd aan St. Vincent (katholiek-romaanse cultus). Sedert 2021 is het kasteel gesloten wegens sterfgeval van de privé eigenaar.

## Economie
Culan heeft een grote jaarmarkt op de zondag, zo dicht mogelijk bij de 10e mei. Daar wisselen kuddes schapen van eigenaar en de opbrengst van het land wordt er verkocht.
Maar de koeien en schapen worden vooral verkocht op de veiling van de naburige stad Châteaumeillant (dat heet “au Cadran” en dat is een soort van elektronisch gestuurde veiling: de dieren worden getoond in een ring, de veilingnemers drukken op een knop, die verstopt zit onder het tafeltje, de prijzen verschijnen op een soort van wijzerplaat. Elke maandagmorgen voor de koeien en elke tweede vrijdag voor de schapen en geiten). Het is de streek waar schapen en runderen van het ras “Charolais” worden gefokt. Sedert de jaren ’90, komt het fokken van paarden en ezels weer terug. Ze worden gehouden en gebruikt voor het plezier.
In 1980 waren er in Culan nog twee overhemdenfabrieken, die enkele tientallen vrouwen in dienst hadden. Nu zijn deze fabrieken gesloten, zoals de hele textielbranche, slachtoffer van de wereldconcurrentie en van prijzenstrijd.
Aangetrokken door de nog schappelijke onroerendgoed prijzen en door de nabijheid van de snelweg Clermont-Ferrand – Bourges, kopen Europeanen (Hollanders, Engelsen en Fransen) huizen en boerderijtjes in deze buurt als 'tweede huis'.

## Activiteiten
Het “Bruggefeest”, in september, wordt de ochtend erna vervolgd met “de grote wielerprijs van de twee bruggen”. Er zijn verschillende clubs en stichtingen: Voetbal, wielrennen, senioren, bibliotheek, filatelistenclub, schaken.
Onderwijs: Culan beschikt over een kleuterschool (voor de kinderen van 2 tot 6 jaar), een basisschool (6 tot 11 jaar) en een kantine waar de middagmaaltijd wordt geserveerd. Voor het “collége” (12 tot 15 jaar)zitten de leerlingen op school in Chateaumeillant (op 12 km afstand); voor het lyceum met internaat moeten ze naar Saint-Amand-Montrond, (op 25 km afstand) of naar Montluçon (afstand 33 km). De dichtstbijzijnde universiteitssteden zijn Tours (Indres-en-Loire) en Clermont-Ferrand (Puy-de-Dôme).

## Personen verbonden met Culan
Louis de Culan (ou Culant, volgens de spelling van die tijd), admiraal van Frankrijk, gezel van Jeanne d'Arc en van koning Karel VII. Hij was 2e commandant van het leger van de koning van Frankrijk tijdens het beleg van Orléans door de Engelsen.
Maurice Estève (1904 – 2001), kunstschilder, meester van het abstracte. In 1986 hebben de Franse posterijen een postzegel aan hem gewijd, terwijl hij nog in leven was; een uitzonderlijke gebeurtenis. Op de postzegel was een van zijn doeken afgebeeld.

## Detailkaart
De onderstaande kaart toont de ligging van Culan met de belangrijkste infrastructuur en aangrenzende gemeenten.

## Demografie
Onderstaande figuur toont het verloop van het inwonertal (bron: INSEE-tellingen).